# Optische Maus

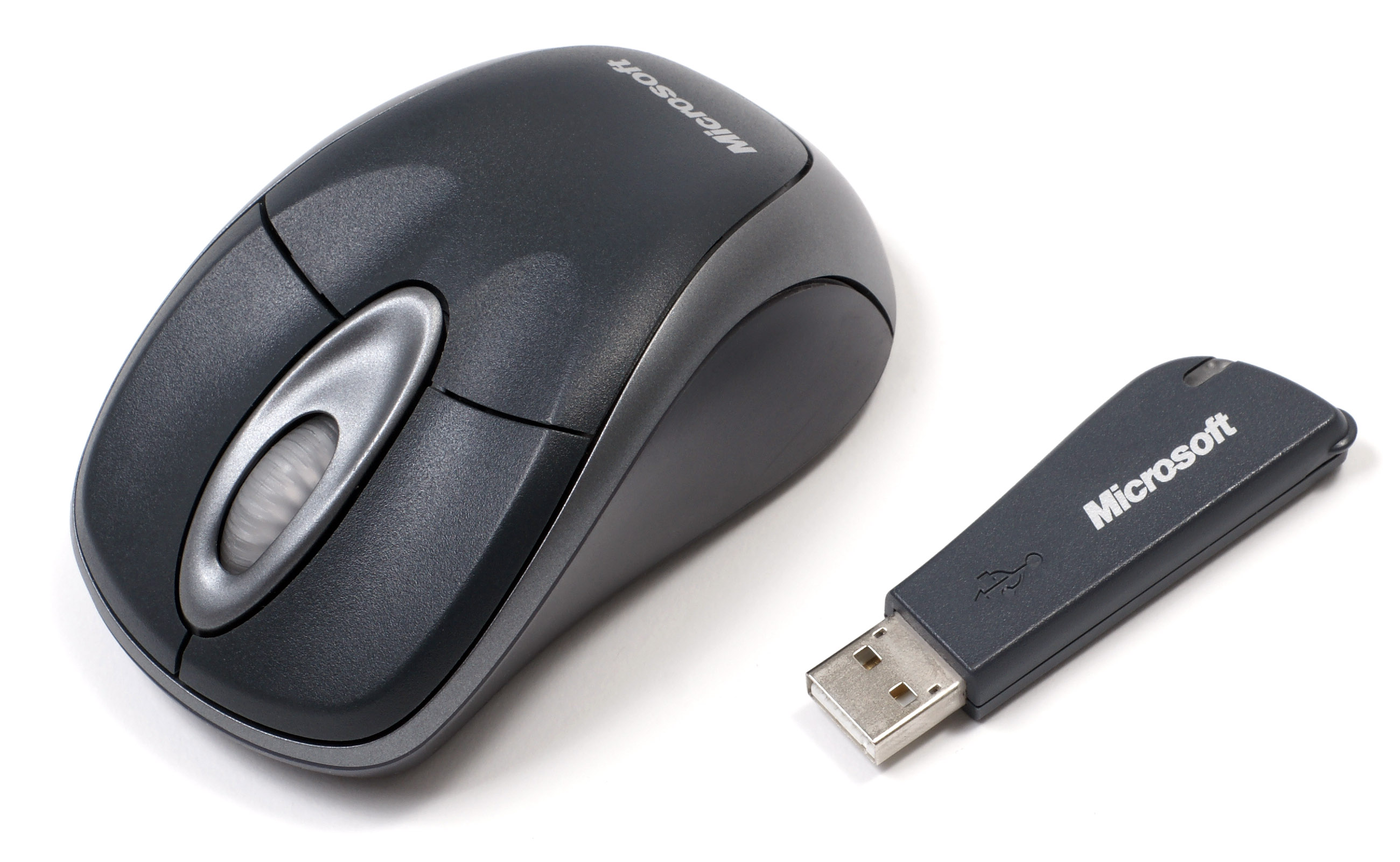
Kabellose optische Computermaus

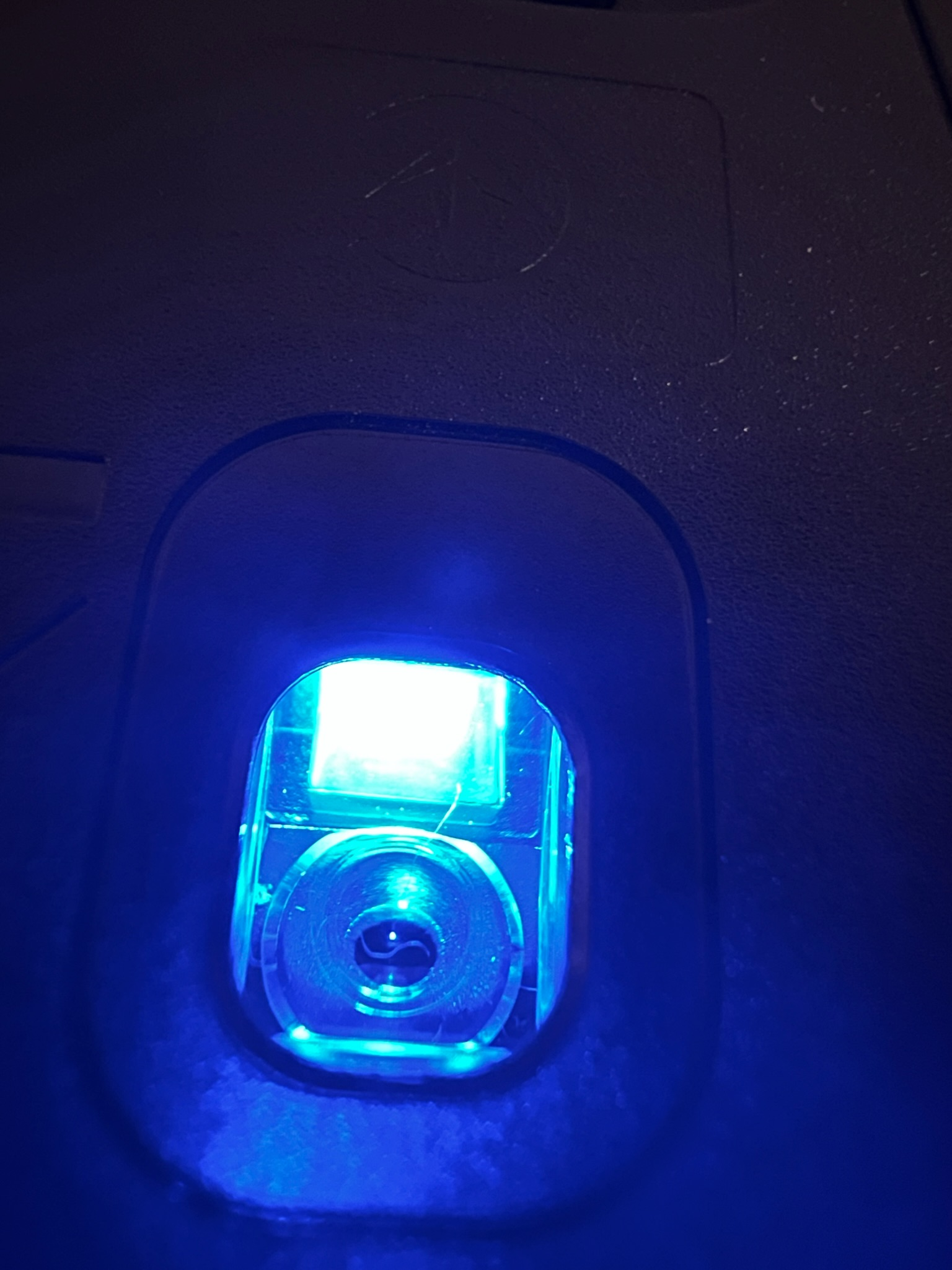
Bildsensor mit blauer Leuchtdiode auf der Unterseite einer optischen Maus

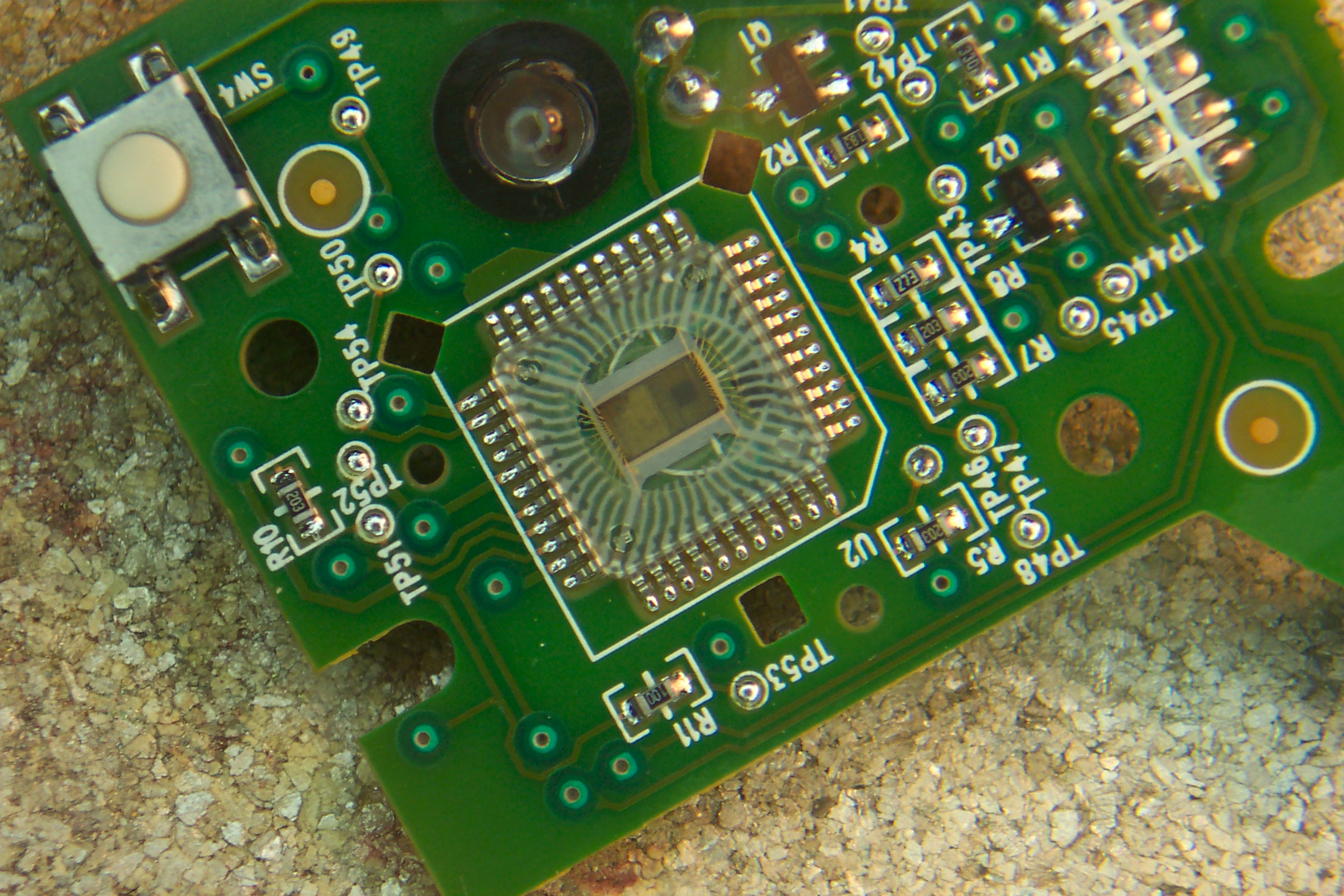
Maussensor-Chip aus dem Inneren einer optischen Maus

Eine optische Maus ist ein seit 1987 erhältliches Zeigegerät in der Informationstechnologie. Diese Art der Computer-Maus strahlt nach unten Licht aus und eine kleine Sensorchip-Kamera tastet mehrere hundert Bilder pro Sekunde ab, woraus eine in der Maus integrierte Recheneinheit mit Verfahren der Bildverarbeitung die Bildverschiebung ermittelt und somit die Bewegung der Maus.
Die früher üblichen mechanischen Mäuse verwenden hingegen eine Rollkugel, deren X- und Y-Rotation über zwei Rollen abgenommen werden und jeweils über eine Schlitzscheibe eine Lichtschranke unterbrechen.

## Funktionsweise
Die Mausunterlage wird von einer Leuchtdiode (LED) oder einer Laserdiode (Lasermaus) beleuchtet. Das von der Unterlage reflektierte Bild wird (über eine Linse) von der Minikamera des Sensorchips aufgenommen. Die Auflösung der Minikamera reicht dabei von 16 × 16 bis 30 × 30 Pixel. Die Bildinformation kommt als Graustufenbild in den Digitalen Signal-Prozessor (DSP) des Chips. Dort wird das Bild mit den vorigen Bildern verglichen und zunächst Geschwindigkeiten und Richtungen bestimmt. Dann werden aus den Geschwindigkeiten schließlich die Bewegungsdaten (Δx- und Δy-Werte) errechnet. Als Algorithmus für die Geschwindigkeitsberechnung wird die Bildkorrelation verwendet, welche seit Ende der 1990er Jahre kostengünstig direkt in einem Chip in der Maus realisiert werden kann. Üblich sind Abtastraten um 1500 Bilder pro Sekunde; die Rechenleistung des DSP zur Ermittlung der Bewegungsinformation beträgt ca. 18 MIPS.

## Belichtungseinheit

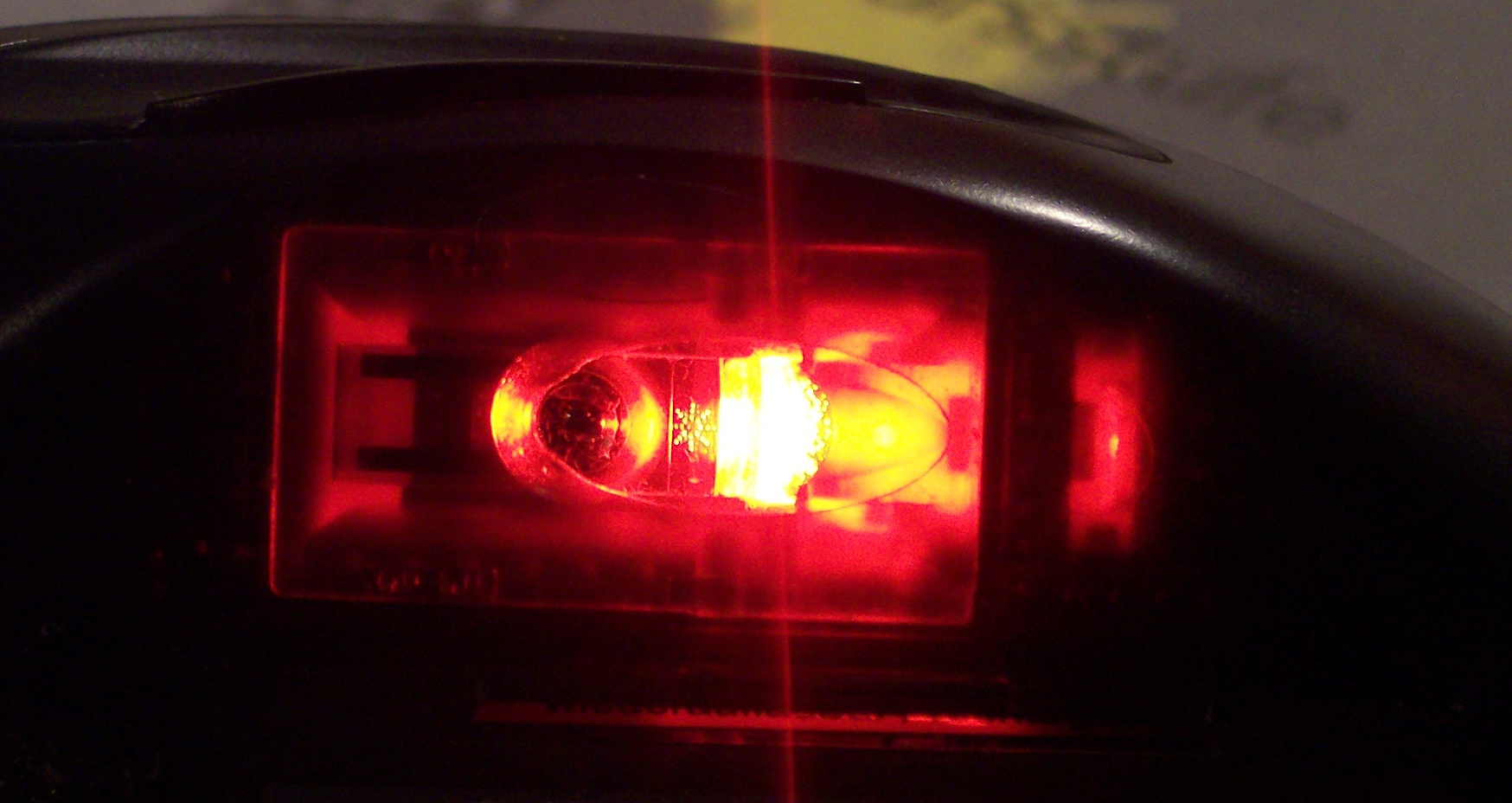
Roter Bildsensor auf der Unterseite einer optischen Maus

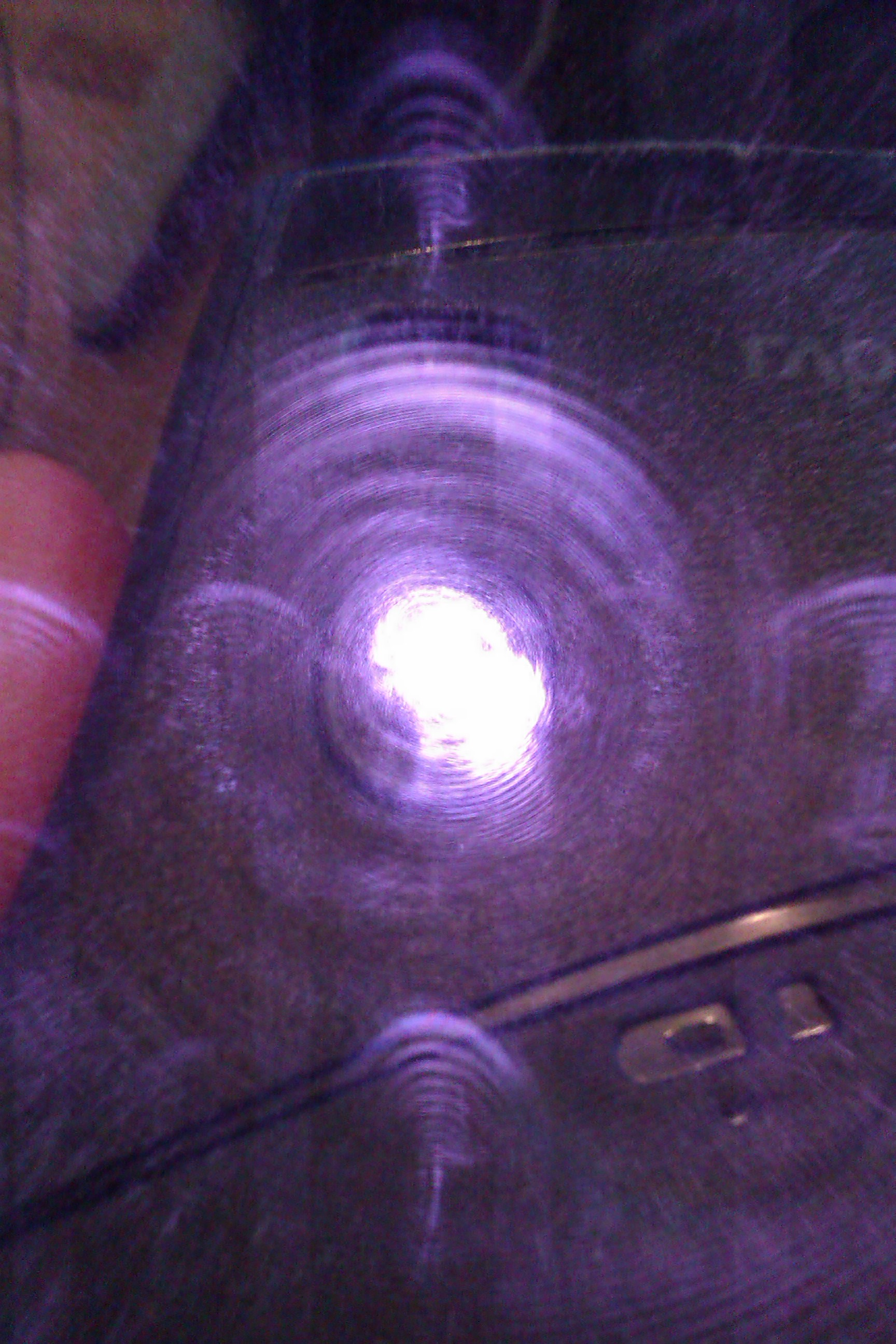
Mit einer Digitalkamera sichtbar gemachte Infrarotlaserstrahlung einer Lasermaus

Die zeitliche Abfolge der Einführung infraroter, roter und blauer Belichtungseinheiten für optische Mäuse spiegelt die Entwicklungsgeschichte der Leuchtdiodentechnologie wider.

### LED rot und infrarot
Die ersten roten und infraroten Leuchtdioden waren bereits in den 1960ern verfügbar. Folglich besteht die Lichtquelle bei der ersten Generation optischer Mäuse aus einer roten oder infraroten Leuchtdiode. Mit diesen Wellenlängen bestanden jedoch Schwierigkeiten bei der Ermittlung der Bewegungsrichtung und -geschwindigkeit auf einfarbigen, transparenten, glatten oder glänzenden Oberflächen.

### Laserdiode
Durch die Verwendung von Laserdioden und Laseroptik anstelle von gewöhnlichen Leuchtdioden kann die Zuverlässigkeit von optischen Mäusen verbessert werden. Das erste Modell einer Lasermaus, die Logitech MX 1000 Laser, wurde im Herbst 2004 von Logitech vorgestellt. Bei der Lasermaus wird der Speckle-Effekt verwendet; dadurch kann die Lasermaus eher auch auf glatten und reflektierenden Oberflächen wie Glas oder Spiegelflächen, die für LED-Mäuse ungeeignet sind, verwendet werden. Allerdings sind Lasermäuse auch empfindlicher gegenüber Unebenheiten, Unreinheiten (Staub) und sonstigen Oberflächenstörungen.
Die übliche Wellenlänge der Laserdioden von Lasermäusen befindet sich aus Kostengründen im infraroten Bereich. Da Laserstrahlung Augenschäden hervorrufen kann und das für den Menschen unsichtbare infrarote Licht darüber hinaus den Lidschlussreflex nicht auslöst, müssen bei Lasermäusen entsprechende technische Sicherheitsvorkehrungen integriert werden, die bei Mäusen mit gewöhnlichen LEDs nicht notwendig sind.

### LED blau
Durch die Entwicklung erster leistungsfähiger blauer Leuchtdioden in den 1990ern wurde die Voraussetzung für optische Mäuse mit blauer Belichtungseinheit geschaffen. Mit der Microsoft Explorer Mouse war im Jahr 2008 erstmals eine derartige Maus auf dem Markt erhältlich. Sie soll gegenüber Laser- und herkömmlichen optischen Mäusen flexibler sein, was den verwendeten Untergrund angeht, und weniger empfindlich auf Verunreinigungen wie Staub reagieren. Allerdings können auch hiermit keine Glas- und Spiegelflächen genutzt werden. Diese Technik wird je nach Hersteller als BlueTrack (Microsoft), Blue Wave (Hama) oder BlueEye (Genius) bezeichnet.

## Historisches

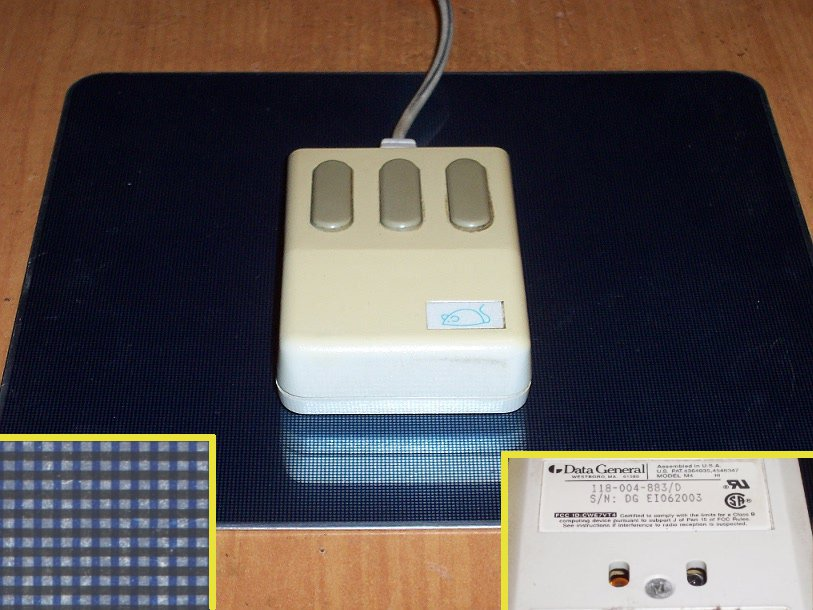
Optische Maus einer AViiON-Workstation von Data General; die Maus selbst war dabei ein OEM-Produkt von Mouse Systems; das linke Teilbild zeigt die Struktur des Mauspads, das rechte Teilbild die beiden Öffnungen für die optischen Sensoren auf der Unterseite

Ursprünglich entwickelt wurde die Technik der Positionsbestimmung mithilfe einer Kamera von Hewlett Packard für die Navigation von Flugzeugen. Probleme mit instabilen Lichtverhältnissen und sinkende Kosten der satellitenbasierten Navigation haben jedoch eine erfolgreiche Vermarktung verhindert. Der Einsatz als Maussensor hat die Technik letztlich zu einem großen Erfolg gemacht. Die optischen Mäuse haben in wenigen Jahren die mechanische Variante vollständig verdrängt.
Bei der späteren Aufsplittung von Hewlett Packard wurden die Maussensoren zunächst von Agilent weitergeführt, dann gehörte die Sparte des HP-Konzernes zu Avago Technologies die mittlerweile von Broadcom aufgekauft wurden, die dann die Herstellung der Sensoren einstellten.
Es gab nur einen Lizenznehmer für die Technologie der optischen Maus, ST Microelectronics. Allerdings war Avagotech ständig damit beschäftigt, Plagiate dieser Technik zu verfolgen. Mittlerweile sind die Patente abgelaufen.
Vorläuferformen der derzeitigen optischen Mäuse gab es bereits in den 1980er und frühen 1990er Jahren. Diese benötigten ein spezielles Mauspad, das mit einer Gitterstruktur versehen war. Dabei waren die senkrechten und waagerechten Gitterlinien mit unterschiedlichen Farben gedruckt, und diese Mäuse hatten zwei Reflexlichtschranken, von denen eine mit rotem und die andere mit infrarotem Licht arbeitete. Die Auflösung dieser Mäuse war vergleichsweise gering, aber sie waren sehr exakt benutzbar, und das Fehlen mechanisch bewegter Teile war ein Vorteil für den Nutzer.